# Screen Actors Guild Awards 1999

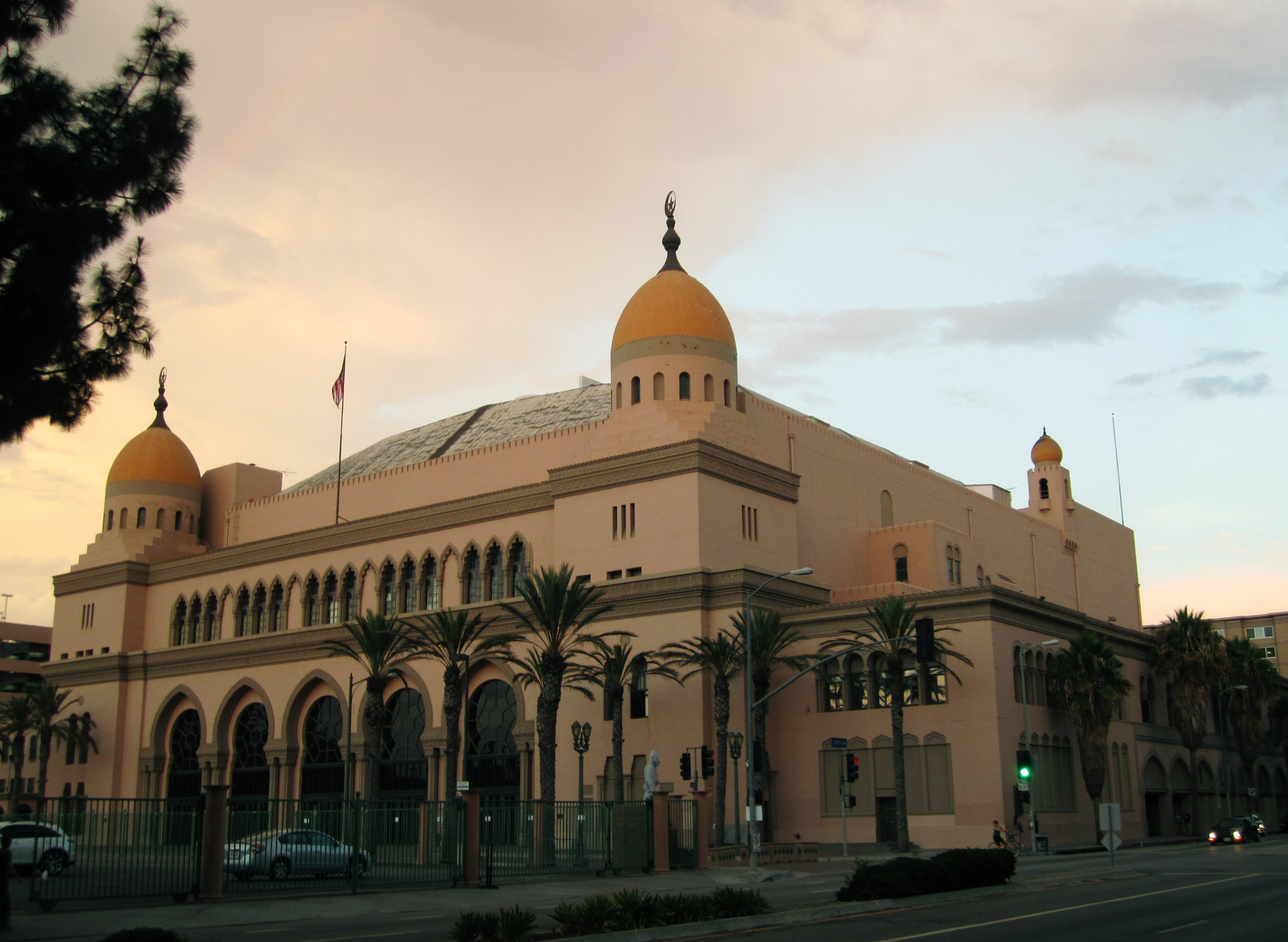
Das Shrine Exposition Center, Veranstaltungsort der Screen Actors Guild Awards 1999

Die 5. Verleihung der US-amerikanischen Screen Actors Guild Awards (englisch 5th Screen Actors Guild Awards), die die Screen Actors Guild jedes Jahr in den Bereichen Film (5 Kategorien) und Fernsehen (8 Kategorien) vergibt, fand am 7. März 1999 im Shrine Exposition Center in Los Angeles statt. Die so genannten SAG Awards ehren, im Gegensatz beispielsweise zum Golden Globe Award, nur Film-, Fernseh- und Ensembleschauspieler und gelten als Gradmesser für die bevorstehende Oscar-Verleihung. Gekürt werden die Sieger von den Mitgliedern der Screen Actors Guild, der man angehören muss, um in den Vereinigten Staaten als Schauspieler zu arbeiten. In den Vereinigten Staaten wurde die Verleihung live vom Kabelsender TNT gezeigt.
Für sein Lebenswerk wurde der US-amerikanische Schauspieler Kirk Douglas gewürdigt.

## Gewinner und Nominierte im Bereich Film
| Film                  | N | A |
| --------------------- | - | - |
| Shakespeare in Love   | 5 | 2 |
| Little Voice          | 3 | 0 |
| Das Leben ist schön   | 2 | 1 |
| Der Gejagte           | 2 | 0 |
| Gods and Monsters     | 2 | 0 |
| Hilary & Jackie       | 2 | 0 |
| Lang lebe Ned Devine! | 2 | 0 |
| Der Soldat James Ryan | 2 | 0 |

### Bester Hauptdarsteller
Roberto Benigni – Das Leben ist schön (La vita è bella)
Joseph Fiennes – Shakespeare in Love
Tom Hanks – Der Soldat James Ryan (Saving Private Ryan)
Ian McKellen – Gods and Monsters
Nick Nolte – Der Gejagte (The Affliction)

### Beste Hauptdarstellerin
Gwyneth Paltrow – Shakespeare in Love
Cate Blanchett – Elizabeth
Jane Horrocks – Little Voice
Meryl Streep – Familiensache (One True Thing)
Emily Watson – Hilary & Jackie (Hilary and Jackie)

### Bester Nebendarsteller
Robert Duvall – Zivilprozess (A Civil Action)
James Coburn – Der Gejagte (The Affliction)
David Kelly – Lang lebe Ned Devine! (Waking Ned Devine)
Geoffrey Rush – Shakespeare in Love
Billy Bob Thornton – Ein einfacher Plan (A Simple Plan)

### Beste Nebendarstellerin
Kathy Bates – Mit aller Macht (Primary Colors)
Brenda Blethyn – Little Voice
Judi Dench – Shakespeare in Love
Rachel Griffiths – Hilary & Jackie (Hilary and Jackie)
Lynn Redgrave – Gods and Monsters

### Bestes Schauspielensemble
Shakespeare in Love

Ben Affleck, Simon Callow, Jim Carter, Martin Clunes, Judi Dench, Joseph Fiennes, Colin Firth, Gwyneth Paltrow, Geoffrey Rush, Antony Sher, Imelda Staunton, Tom Wilkinson und Mark Williams
Das Leben ist schön (La vita è bella)
Roberto Benigni, Nicoletta Braschi, Horst Buchholz, Sergio Bustric, Giorgio Cantarini, Giustino Durano, Amerigo Fontani, Giuliana Lojodice und Marisa Paredes
Little Voice
Annette Badland, Brenda Blethyn, Jim Broadbent, Michael Caine, Jane Horrocks, Philip Jackson und Ewan McGregor
Der Soldat James Ryan (Saving Private Ryan)
Edward Burns, Matt Damon, Jeremy Davies, Vin Diesel, Adam Goldberg, Tom Hanks, Barry Pepper, Giovanni Ribisi und Tom Sizemore
Lang lebe Ned Devine! (Waking Ned Devine)
Ian Bannen, Fionnula Flanagan, David Kelly, Susan Lynch und James Nesbitt

## Gewinner und Nominierte im Bereich Fernsehen
| Serie/Film                              | N | A |
| --------------------------------------- | - | - |
| New York Cops – NYPD Blue               | 4 | 0 |
| Emergency Room – Die Notaufnahme        | 3 | 2 |
| Ally McBeal                             | 3 | 1 |
| Akte X – Die unheimlichen Fälle des FBI | 3 | 0 |
| Frasier                                 | 3 | 0 |
| Law & Order                             | 2 | 1 |
| Friends                                 | 2 | 0 |
| Seinfeld                                | 2 | 0 |

### Bester Darsteller in einem Fernsehfilm oder Miniserie
Christopher Reeve – Das Fenster zum Hof (Rear Window)
Charles S. Dutton – Blindes Vertrauen (Blind Faith)
James Garner – Legalese
Ben Kingsley – The Tale of Sweeney Todd
Ray Liotta – Frank Sinatra and the Rat Pack (The Rat Pack)
Stanley Tucci – Winchell

### Beste Darstellerin in einem Fernsehfilm oder Miniserie
Angelina Jolie – Gia – Preis der Schönheit (Gia)
Ann-Margret – Die Seele der Partei – Die Pamela Harriman Story (Life of the Party: The Pamela Harriman Story)
Stockard Channing – Baby Blues (The Baby Dance)
Olympia Dukakis – Mehr Stadtgeschichten (More Tales of the City)
Mary Steenburgen – In Sorge um Sarah (About Sarah)

### Bester Darsteller in einer Dramaserie
Sam Waterston – Law & Order
David Duchovny – Akte X – Die unheimlichen Fälle des FBI (The X-Files)
Anthony Edwards – Emergency Room – Die Notaufnahme (ER)
Dennis Franz – New York Cops – NYPD Blue (NYPD Blue)
Jimmy Smits – New York Cops – NYPD Blue (NYPD Blue)

### Beste Darstellerin in einer Dramaserie
Julianna Margulies – Emergency Room – Die Notaufnahme (ER)
Gillian Anderson – Akte X – Die unheimlichen Fälle des FBI (The X-Files)
Kim Delaney – New York Cops – NYPD Blue (NYPD Blue)
Christine Lahti – Chicago Hope – Endstation Hoffnung (Chicago Hope)
Annie Potts – Alabama Dreams (Any Day Now)

### Bester Darsteller in einer Comedyserie
Michael J. Fox – Chaos City (Spin City)
Jason Alexander – Seinfeld
Kelsey Grammer – Frasier
Peter MacNicol – Ally McBeal
David Hyde Pierce – Frasier

### Beste Darstellerin in einer Comedyserie
Tracey Ullman – Tracey Takes On…
Lisa Kudrow – Friends
Julia Louis-Dreyfus – Seinfeld
Calista Flockhart – Ally McBeal
Amy Pietz – Caroline in the City

### Bestes Schauspielensemble in einer Dramaserie
Emergency Room – Die Notaufnahme (ER)

George Clooney, Anthony Edwards, Laura Innes, Alex Kingston, Eriq La Salle, Julianna Margulies, Kellie Martin, Paul McCrane, Gloria Reuben und Noah Wyle
Law & Order
Benjamin Bratt, Angie Harmon, Steven Hill, Carey Lowell, S. Epatha Merkerson, Jerry Orbach und Sam Waterston
New York Cops – NYPD Blue (NYPD Blue)
Gordon Clapp, Kim Delaney, Dennis Franz, Sharon Lawrence, James McDaniel, Jimmy Smits, Andrea Thompson und Nicholas Turturro
Practice – Die Anwälte (The Practice)
Michael Badalucco, Lara Flynn Boyle, LisaGay Hamilton, Steve Harris, Camryn Manheim, Dylan McDermott, Marla Sokoloff und Kelli Williams
Akte X – Die unheimlichen Fälle des FBI (The X-Files)
Gillian Anderson, William Bruce Davis, David Duchovny Chris Owens, James Pickens junior und Mitch Pileggi

### Bestes Schauspielensemble in einer Comedyserie
Ally McBeal

Gil Bellows, Lisa Nicole Carson, Portia de Rossi, Calista Flockhart, Greg Germann, Jane Krakowski, Lucy Liu, Peter MacNicol, Vonda Shepard und Courtney Thorne-Smith
Hinterm Mond gleich links (3rd Rock from the Sun)
Jane Curtin, Joseph Gordon-Levitt, Kristen Johnston, Simbi Khali, Wayne Knight, John Lithgow, French Stewart und Elmarie Wendel
Alle lieben Raymond (Everybody Loves Raymond)
Peter Boyle, Brad Garrett, Patricia Heaton, Doris Roberts, Ray Romano und Madylin Sweeten
Frasier
Peri Gilpin, Kelsey Grammer, Jane Leeves, John Mahoney und David Hyde Pierce
Friends
Jennifer Aniston, Courteney Cox, Lisa Kudrow, Matt LeBlanc, Matthew Perry und David Schwimmer

## Preis für das Lebenswerk
Kirk Douglas